# Legal Drug Money
Legal Drug Money è il primo album in studio del gruppo hip hop statunitense Lost Boyz, pubblicato nel 1996.

## Tracce
1. Intro
2. The Yearn
3. Music Makes Me High
4. Jeeps, Lex Coups, Bimaz & Benz
5. Lifestyles of the Rich & Shameless
6. Renee
7. All Right
8. Legal Drug Money
9. Get Up
10. Is This da Part
11. Straight from da Ghetto
12. Keep it Real
13. Channel Zero
14. Da Game
15. 1, 2, 3
16. Lifestyle of the Rich & Shameless (Remix)